# Mihajlovsko
Mihajlovsko (rus. Миха́йловское) - plemićko imanje u Pskovskoj oblasti. Poznato je od 18. stoljeća kao dio posjedâ carske obitelji - Mihajlovski zaljev. Pretpostavlja se da naziv potječe od obližnjeg gradića Savkina.

## Povijest
Carica Elizabeta je 1742. dodijelila imanje Puškinovom pradjedu Ibrahimu Hanibalu.
Godine 1781., nakon Hanibalove smrti, imanje je naslijedio Puškinov djed Osip kao selo Ustje Opočeckog kotara Pskovske gubernije. Osip Hanibal je preuredio imanje i preimenovao ga u Mihajlovsko. Izgradio je vlastelinski dom i uredio park.
Mihajlovsko je 1818. pripalo Puškinovoj majci Nadeždi Osipovnoj. Puškin je prvi put posjetio Mihajlovsko 1817., i zatim 1819. Od kolovoza 1824. do rujna 1826. Puškin se ovdje nalazio u progonstvu. Zatim je boravio na imanju još četiri puta - od studenog do prosinca 1826., 1827., 1835. i u travnju 1836., kad je doputovao da pokopa majku u Svjatogorskom manastiru. Od 1836. imanje je u njegovom vlasništvu, a nakon njegove smrti 1837. pripalo je njegovoj djeci - Aleksandru, Grigoriju, Mariji i Nataliji.
Od 1866. na imanju je boravio Puškinov sin Grigorij. U potpunosti je preuredio imanje, srušivši stara trošna zdanja. Godine 1899. imanje je otkupila država i predala ga na korištenje pskovskom plemstvu. Godine 1911. na imanju je bila otvorena kolonija za ostarjele književnike. Dva je puta, 1908. i 1918., imanje gorjelo.
Imanje je 1921. bilo restaurirano, a od 1922. ulazi u sastav muzeja-parka A.S. Puškina.
Godine 2013. proglašeno je objektom kulturnog naslijeđa od federalnog značenja.

## Znamenitosti
Glavne su znamenitosti Mihajlovskog pjesnikov dom s muzejskim postavom koji predstavlja interijer iz vremena Puškina, kućica Puškinove dadilje, Arine Rodionove Jakovljeve, voćnjak i park s dekorativnim lugovima, mostićima i drvoredima, od kojih je najpoznatiji drvored Anne Kern.